# Gregorio García Sabugal
Gregorio René García Sabugal (Cunco, 6 de noviembre de 1920 - Temuco, 23 de diciembre de 1978) fue un empresario agrícola y político chileno, militante del Partido Nacional. 

## Biografía
Nació en Cunco, el 6 de noviembre de 1920. Hijo de Gregorio García y Estefanía Sabugal.
Se casó con Sonia García González el 18 de junio de 1949 en la ciudad de Temuco. Fue padre del exdiputado René Manuel García.
Realizó sus estudios primarios y secundarios en el Instituto San José de Temuco. En el ámbito laboral, se dedicó a la agricultura y fue director del Banco Sur, de la Sofo y de la Cooperativa Agrícola de Cunco.
Inició sus actividades políticas a finales de los años 40. En las elecciones municipales de 1947 fue elegido alcalde de Cunco, ejerciendo como tal hasta 1951. Posteriormente fue reelecto en las elecciones municipales de 1963, desempeñando el cargo hasta 1967. 
Se integró al Partido Nacional donde llegó a ocupar los cargos de vicepresidente provincial y presidente nacional de Cunco.
En las elecciones parlamentarias de 1969 fue elegido diputado por la 21.ª Agrupación Departamental de "Imperial, Temuco, Villarrica, Pitrufquén y Lautaro", período 1969 a 1973. Participó en la Comisión Permanente de Gobierno Interior; la de Agricultura y Colonización; en la Comisión Especial de Acusación Constitucional contra el ministro de Economía, Fomento y Reconstrucción, Pedro Vuskovic, en 1971; y fue miembro del Comité Parlamentario de su partido entre 1969 y 1970.
Falleció en Temuco, el 23 de diciembre de 1978.